# Ilex suaveolens
Ilex suaveolens är en järneksväxtart som först beskrevs av H. Lév., och fick sitt nu gällande namn av Ludwig Eduard Loesener. Ilex suaveolens ingår i släktet järnekar, och familjen järneksväxter. Inga underarter finns listade i Catalogue of Life.